# هندريك بورن
هندريك بورن (بالألمانية: Hendrik Born)‏ (و. 1944  م) هو ضابط ألماني ولد في لويتس. خدم في القوات المسلحة لألمانيا الشرقيَّة أولًا ثُمَّ ألمانيا الموحَّدة.